# Crypsis alopecuroides
Crypsis alopecuroides là một loài thực vật có hoa trong họ Hòa thảo. Loài này được (Piller & Mitterp.) Schrad. mô tả khoa học đầu tiên năm 1806.